# Hesperotychus macclayi
Hesperotychus macclayi är en skalbaggsart som beskrevs av Schuster och Marsh 1958. Hesperotychus macclayi ingår i släktet Hesperotychus och familjen kortvingar. Inga underarter finns listade i Catalogue of Life.